# Белый шаман (группа)
«Белый шаман» — российская сатирическая метал-группа. Сочетая мрачную тяжелую музыку и иронические тексты, сами музыканты утверждают, что работают в амплуа «комиков без улыбок» и определяют свое творчество как поджанр хэви-метала, которому дали название «бетон».

## История
Коллектив образован в 1994 году в Москве Михаилом Татаринцевым, Василием Короткиным (1976—1998), в ту пору — студентами МИРЭА, и Денисом Янтаревым. Названием группа обязана фильму «Белый шаман» Анатолия Ниточкина.
Первый сингл «Ты замужем», содержащий одноимённую композицию, записанную в 1994 году на концерте в клубе «Хо Ши Мин», вышел лишь спустя 10 лет, в 2004 году, и был издан в формате CD-R тиражом 20 номерных дисков. Второй сингл «Инопланетянин» увидел свет в 2006 году «исчезающе малым тиражом». Третьим релизом группы (также выпущенным в 2006 году незначительным тиражом) стал CD-R сингл, содержащий альтернативную версию гимна рок-фестиваля «Измени своё завтра», сочинённую непосредственно в процессе выступления на фестивале.
Первый полноформатный альбом «Сверхмузыка_смежный бизнес» выпущен в 2006 году тиражом 1000 экземпляров. 
В 2011 году вышел второй полноформатный альбом «Быт_Симфония цинизма». В записи принимали участие многие приглашенные музыканты, знакомые слушателям по другим проектам. На трек «Секретный фарватер» был снят официальный видеоклип.
В 2015 году Михаил Татаринцев иммигрировал в Вену, Австрия, однако коллектив продолжил работу дистанционно.
В 2017 году был издан unplugged-альбом «Акустика_Внутренняя эмиграция». Оформлением релиза занимался Гавриил Лубнин.   
В 2019 году группа выпустила альбом «Сила_Генезис совершенства». Запись альбома велась в Вене и Москве. Один из треков («Гибель Карениной») был составлен из фрагментов записных книжек Сергея Довлатова.
Альбом 2023 года «Грехи» был издан в двух вариантах: «Грехи_Клей социума» и «Грехи_Хлеб сознания». Художник Алексей Воронин оформил его компиляцией из известного цикла гравюр Питера Брейгеля. В альбоме присутствует трек «Там-там» авторства Гавриила Лубнина.
«Энерготика» — особая концертная концепция группы. Во время исполнения тяжелых композиций музыканты сидят за пюпитрами, одеты в строгие костюмы с цветами в петлицах, а между песнями читают стихи.

## Дискография
| №   | Название                      | Тип                          | Год  |
| --- | ----------------------------- | ---------------------------- | ---- |
| 1.  | Ты замужем                    | демо-сингл                   | 2004 |
| 2.  | Инопланетянин                 | демо-сингл                   | 2006 |
| 3.  | Измени своё завтра            | сингл                        | 2006 |
| 4.  | Сверхмузыка_смежный бизнес    | альбом                       | 2006 |
| 5.  | Быт_Симфония Цинизма          | альбом                       | 2011 |
| 6.  | Акустика_Внутренняя эмиграция | альбом                       | 2017 |
| 7.  | Сила_Генезис совершенства     | альбом                       | 2019 |
| 8.  | Адюльтер                      | сингл                        | 2023 |
| 9.  | Грехи_Клей социума            | альбом                       | 2023 |
| 10. | Грехи_Хлеб сознания           | альбом, симфоническая версия | 2023 |

## Действующий состав
| Состав            |                         | Годы                |
| ----------------- | ----------------------- | ------------------- |
| Михаил Татаринцев | Вокал, поэт, композитор | с момента основания |
| Александр Иванов  | Соло-гитара             | с 2004 года         |
| Андрей Малахов    | Бас-гитара              | с 2010 года         |
| Владимир Гаськов  | Клавиши                 | с 2016 года         |
| Влад Царьков      | Ударные                 | с 2012 года         |

## Бывшие участники
| Юрий Урусов      | Ударные     | 2006 — 2007 |
| Сергей Серов     | Бас-гитара  | 2006 — 2009 |
| Сергей Баландин  | Ударные     | 2007 — 2009 |
| Дмитрий Сахарчук | Ритм-гитара | 2006 — 2011 |
| Алексей Коровкин | Бас-гитара  | 2009 — 2010 |
| Сергей Горшков   | Ударные     | 2009 — 2012 |
| Антон Меньшиков  | Соло-гитара | 2011 — 2014 |